# 그린 파크

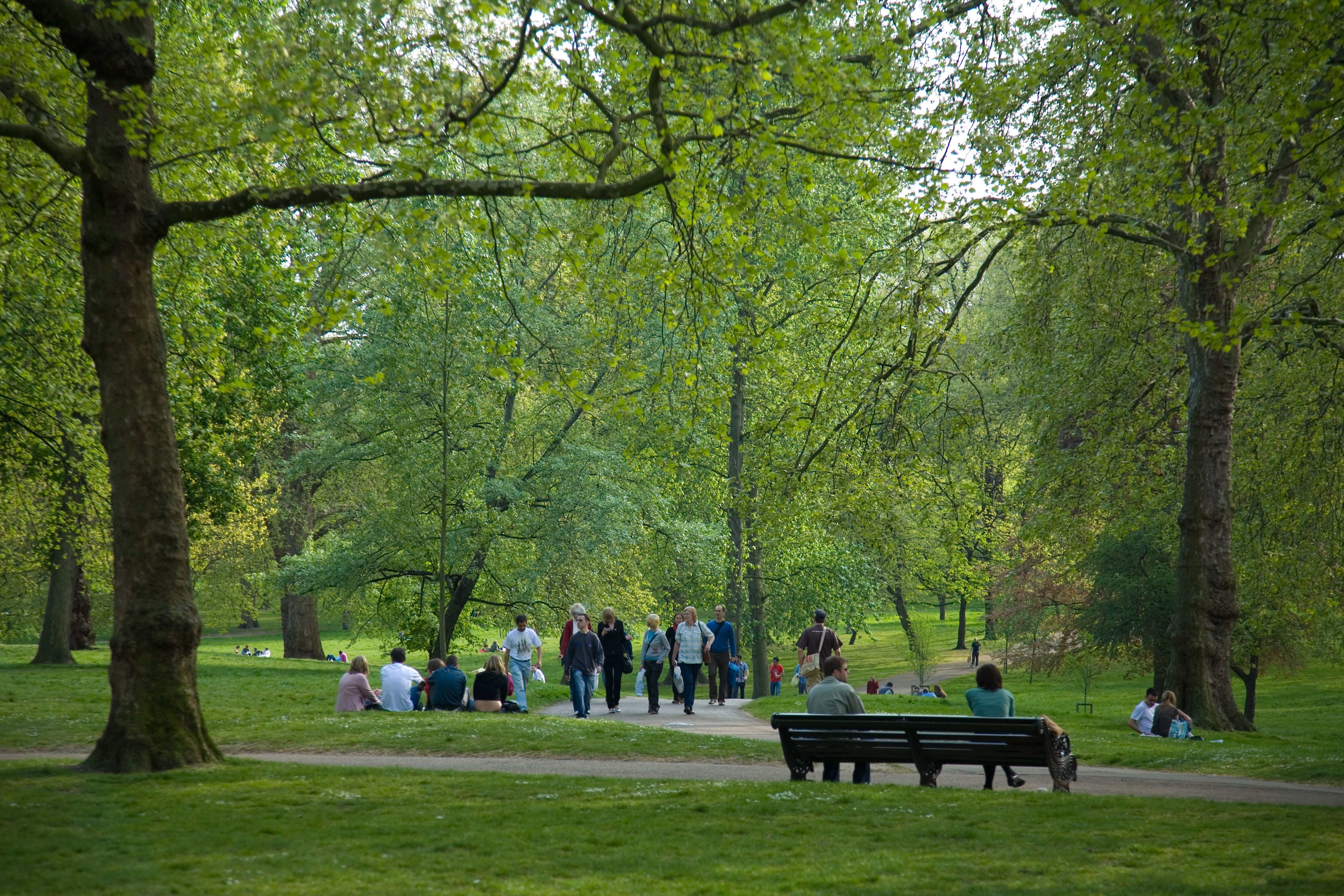
그린 파크

그린 파크(영어: Green Park)는 영국 런던에 위치한 왕립 공원이다.
그린 파크는 런던의 왕립 공원 중 하나로, 공식명칭은 '더 그린 파크(The Green Park)'이다. 웨스트민스터 시티의 핵심 지역인 남부에 위치하고 있으며, 북쪽으로는 메리바운과 패딩턴을 포함한 지역이 확장되기 전에 북부 중심부에 위치했다. 버킹엄 궁전의 정원과 반원 모양의 전장보다 북쪽에 위치해 있다.
16세기에 처음으로 둘러싸여 조경이 완성되었으며, 1820년에 조경이 개선되었다. 중앙 런던의 다른 공원들과는 달리 호수나 건물이 없고, 자연화된 수선화만이 최소한으로 심어져 있다.